# Revo
Revo（6月19日—），日本男性音樂家，幻想樂團「Sound Horizon」、「Linked Horizon」的核心人物。

## 來歷
中學時期與朋友組過metallica的翻唱樂團，之後往DTM（DeskTop Music）作曲發展。
1990年代後期，在個人網站「Sound Horizon」開始在網路上活動。一開始只是作為興趣的將遊戲音樂重新編曲並發表，接著自行作曲並且附上曲子的情境等故事，之後便以「Sound Horizon」的名義開始音樂活動。當時在網路上使用的名稱為「G.Revo」
2001年以「Sound Horizon」名義抽選同人誌販售會Comic Market 61的社團落選，便將作品『1st Story CD  Chronicle』寄賣在該場次有抽到攤位的封面繪師yokoyan的所屬社團攤位上。之後的作品也都在同人誌販售會上發售。
2004年10月27日，以『Elysion 〜楽園への前奏曲〜』正式出道。
2005年3月2日，製作『閃靈怪醫』的印象專輯『リヴァイアサン終末を告げし獣』，同年12月21日，製作『神槍少女』的印象專輯『poca felicità』
2006年6月14日，以「霜月はるか†Revo」名義合作單曲『霧の向こうに繋がる世界』
2008年，與作曲家梶浦由記合作，以「Revo＆梶浦由記」名義舉辦演唱會「Revo＆梶浦由記Presents Dream Port 2008」。4月29日在神户World Hall，5月6日在パシフィコ横浜国立大ホール，並且於6月18日發行單曲『Dream Port』。
2012年6月，發表設立「Linked Horizon」。並在10月11日發售的3DS遊戲「勇氣默示錄」（BDFF）擔任遊戲BGM及主題歌製作。
2013年7月，以Linked Horizon名義為動畫「進擊的巨人」製作第一期及第二期片頭曲，並在同年12月31日以「Linked Horizon」名義參加第64回NHK紅白歌唱大賽。這也是Revo初次在電視節目中現場演出。

## 人物
Sound Horizon一開始是REVO的個人活動（1st Story CD Chronicle），之後雖然加入主唱成員Aramary，但隨著第一期活動結束退團之後，目前唯一的正式成員只有REVO一人。
墨鏡是Revo的標誌。在正式出道之前，「Pico Magic」發售時就開始戴墨鏡了。
REVO這個名字的由來是「Revolution」的「Revo」。
喜歡酒類，特別是紅酒，也喜歡辣的食物。喜歡的國家是西班牙，喜歡的樂團是Spitz、B'z等等。遊戲喜歡RPG類型的遊戲，非常尊敬遊戲作曲家「伊藤賢治」，甚至以前在自己的網站中尊稱為「師匠」。也曾經多次將遊戲音樂重新編曲並且發表。
曾說過「由於學生時代是在大阪度過，對大阪很有感觸」。另外，學生時期的社團是器械體操部。
通常睡覺前會恍神發呆，或是看漫畫（周刊）。因為平時比較忙碌，所以會累積不少集數。是室內派，平常假日都在家裡看書。
REVO的作品由於故事性及世界觀都是開放式的，因此對於樂曲中的解釋會因人而異。他也不會特意發表所謂的正式解答。並表示「很喜歡大家所提出的各種解釋」。同樣的演唱會公演甚至每一場都會有些細微的不同及變更。也曾多次在自己的網站上表示「希望能作為各種不同解釋的其中一種。」

### 愛稱的由來
「領主」這個暱稱是在參加廣播節目「媒体舞台密集聊天倒计时」來的。這個節目裡面有一個單元是來賓和主持人一起把自己當成節目的家族成員，為自己定一個家族角色的稱呼。二位主持人是家裡的貓和狗，以前的來賓有人自稱為是姊姊或妹妹，也有人說自己是地主。
結果Revo說有地主的話，那他更上一級，當「領主」好了，就是這一帶的領主。
接著，在2006年到2007年的演唱會『Roman 〜僕達が繋がる物語〜』上，因為希望能有些「有趣的演出」，所以企劃人員提案在演唱會上舉行「國王就任儀式」。之後，稱呼Revo為「國王」及「陛下」的歌迷變多，Revo對此曾經在廣播節目中表示「希望大家依自己的喜好來稱呼（即是沒必要把稱呼方式強制統一）」。
關於國王的設定及就任儀式，亦曾經表示「雖然有些猶豫，但是如果大家都能夠樂在其中的話，那就照這樣進行吧...」
另外，Linked Horizon是為了要區別Sound Horizon的活動而設立，所以並沒有國王之類的設定。但在進擊的巨人發表時有自稱為「鎖地平團」的發言，所以在Linked Horizon活動時其他成員多稱呼Revo為「團長」。

### 逸聞
喜歡驚喜，曾經為了讓歌迷高興而自掏腰包買小道具。另外，也會將自己的曲子改編為8-BIT音樂放在自己的個人網站上讓歌迷免費下載。
私生活及無關音樂的傳聞很少，在Sound Horizon後援會的會報中寫到在踏入音樂業界之前曾經當過小學老師。（但這是在會報vol.31中評論照片時的發言，在其他照片評論中也有很明顯的玩笑話，所以無法確認此消息是否為真。）
在Jimang的演唱會中擔任嘉賓時，被問到「如果轉世的話想成為什麼？」時，回答「就算轉世後也希望繼續從事音樂」。
Jimang曾說過，Revo有工作中毒的傾向，作曲的時候彷彿是另一個人似的。
2012年3月9日，Revo以個人名義為東日本大地震捐款日幣一千萬元給日本紅十字會。。
2013年12月31日，第64回NHK紅白歌唱大賽後，忘記將麥克風歸還就離開。隨後工作人員在後台入口四處尋找Revo並希望歸還麥克風而成為新聞。之後Revo在個人網站上向工作人員道歉並且寫道之後有將麥克風歸還。並在2014年8月22日的電視節目「めざましテレビ」接受訪問時，有再次對當時的情況做說明，並再次向NHK的工作人員致歉。

## 參加作品
僅列出以Revo個人名義所參加的作品。
Sound Horizon名義發行的作品

Linked Horizon名義發行的作品

### 合作
- 「霧の向こうに繋がる世界」（2006年6月14日）

以「霜月はるか†Revo」的名義發行。Sound Horizon和霜月はるか的合作單曲。
1. Weiß 〜幻想への誘い〜（作詞：霜月はるか／作曲：Revo／編曲：Revo）
2. Schwarz ～そして少女は森の中～（作詞：Revo／作曲：霜月はるか／編曲：Revo）
3. schwarzweiß ～霧の向こうに繋がる世界～（作詞、作曲、編曲：Revo）

- 「Dream Port」（2008年6月18日）

以「Revo&梶浦由記」的名義發行。Revo和作曲家梶浦由記的合作單曲。
1. 砂塵の彼方へ…
2. sand dream

DVD
1. 砂塵の彼方へ…（Live影像）

### 印象專輯
- 「リヴァイアサン 終末を告げし獣」 （2005年3月2日）

擔任漫画「閃靈怪醫」印象專輯之製作。
1. 【片頭曲】March After Millennium
2. 【エピソード1：終末を告げし獣】辺境からの生還者
3. 【エピソード2：ハルトゼーカーの小人】少女曰く天使
4. 【エピソード2：ハルトゼーカーの小人】メルトキアの女王
5. 【エピソード3：闇の紳士録】召還という儀式
6. 【エピソード3：闇の紳士録】死刑執行
7. 【エピソード4：なくしもの】ブードゥーの心臓
8. 【エピソード5：DayDream】さつきの箱庭
9. 【エピソード5：DayDream】砂の城
10. 【片尾曲】The Beast of the Endness

- 「GUNSLINGER GIRL Image Album『poca felicità』」（2005年12月21日）

擔任漫画「神槍少女」印象專輯之製作。
1. La ragazza col fucile 〜少女と銃〜
2. Il fratello 〜『兄妹』に捧げる弦楽四重奏〜
3. Lui si chiama... 〜私の大切な人…彼の名は…〜
4. La principessa del regno del sole 〜無邪気なお姫様〜
5. Biancaneve bruno〜白雪姫と８人の小人〜
6. Pinocchio〜殺し屋ピノッキオ〜
7. Claes tranquillo〜眼鏡と１つの約束〜
8. La principessa del regno della pasta〜可哀想なお姫様〜
9. Io mi chiamo...〜貴方だけの義体…私の名は…〜
10. La ragazza〜『少女』に捧げるピアノ独奏〜
11. La ragazza col fucile e poca felicità〜少女と銃と小さな幸せ〜

### 原聲帶
- ブレイブリーデフォルト フライング・フェアリー オリジナル・サウンドトラック（2012年10月10日）

勇氣默示錄Bravely Default: Flying Fairy的OST製作。
CD：1
1. 希望へ向う序曲
2. 永遠の刹那
3. その祈りの向うに
4. 四つの物語
5. 祈り
6. はじまりの国
7. 眠りに落ちて...
8. 光と影の地平
9. 戦いの鐘
10. 勝利の歓び
11. 森の静寂
12. 虚ろな月の下で
13. 来訪者
14. 敵影襲来
15. 彼の者の名は
16. 見果てぬ夢...
17. 敵地潜入
18. 花が散る世界
19. 海原を駈ける船
20. 砂と大時計の国
21. 木漏れ日
22. 暗闇の洞穴
23. 戦いの果てに
24. 君は僕の希望
25. 風の行方
26. 雛鳥
27. 愛の放浪者

CD：2
1. 追憶は郷愁の調べ
2. 水晶の闇
3. 水晶の煌き
4. 風が吹いた日
5. 艶花の国
6. 他愛もない出来事
7. 緊迫の時
8. 沈みそうな国
9. 内戦の国
10. 大空を翔ける艇
11. 公国の御旗の下に
12. 不死の国
13. 巫女の祈り
14. 邪悪なるもの
15. 闇のオーロラ
16. 邪悪なる戦い
17. 邪悪なる飛翔
18. 地平を喰らう蛇
19. 希望へ向う譚詩曲

### 詞曲提供
樂曲提供
- Riddle in Riddle(2001年3月30日)

擔任PC遊戲的背景音樂製作。
- GeNOME ～進化の遺伝子を探せ～(2002年5月31日)

擔任PC遊戲的背景音樂製作。
- 「Winter Mix 2003」（2003年12月28日）

由Comic虎之穴所發售的CD，REVO提供音樂CD中的樂曲《White Bell Fantasia》
- 「・・・for rest」（藝人森雄介（日语：森雄介）的單曲CD+DVD。）（2006年5月17日）

Revo擔任所有曲目的作詞、作曲、編曲，並在DVD的結尾畫面中客串出場。
1. ・・・for rest
2. 僕がくちずさむ歌 君がくちずさむ歌
3. ・・・for rest（オリジナル・カラオケ）
4. 僕がくちずさむ歌 君がくちずさむ歌（オリジナル・カラオケ）

DVD
1. 「・・・for rest」VIDEO CLIP
2. OFF SHOT

- 寶塚歌劇團 星組公演 劇目『蘭斯洛特』（2011年）

擔任主題曲及劇中部分插曲。
- 桃色幸運草Z『MOON PRIDE』（2014年7月30日）

動畫美少女戰士Crystal片頭曲「MOON PRIDE」。Revo擔任作詞、作曲、編曲。
歌詞提供
- U_WAVE『ルナ』 （2008年6月20日網路配信）
- U_WAVE『テラ』 （2008年9月24日網路配信）
- U_WAVE『Wave of memories』（2010年6月28日）-收錄在專輯「U_WAVE 2 FRE-QUEN-CY」
- U_WAVE CONCERT 2008『evolutio』（2009年4月6日DVD發售）

### 其他
- 網路遊戲（MMORPG）「BelleIsle」遊戲內以非玩家角色（NPC）身份客串登場。
- 在「Revo Linked BRAVELY DEFAULT Concert」的演唱會時發佈Revo本人的3DS好友檔案。可用於在任天堂3DS遊戲「勇氣默示錄」（BDFF）中，使用好友召喚功能召喚Revo本人的技能。

## 外部連結
- （日語） Sound Horizon，Revo的個人站台。
- （日語） Sound Horizon official website（页面存档备份，存于），Sound Horizon的官方網站。